# ویو اندرسون
ویو اندرسون (به انگلیسی: Viv Anderson) بازیکن فوتبال زادهٔ ۲۹ اوت ۱۹۵۶ اهل انگلستان بود که سابقهٔ بازی در تیم ملی فوتبال انگلستان را در کارنامهٔ خود دارد. وی در تاریخ ۲۹ نوامبر ۱۹۷۸ نخستین بازی ملی خود را در مقابل تیم ملی فوتبال چکسلواکی انجام داد و با حضور در ۳۰ بازی ملی، در تاریخ ۲۴ مه ۱۹۸۸ واپسین بازی ملی‌اش را در برابر تیم ملی فوتبال کلمبیا برگزار کرد.
این بازیکن توانسته در بازی‌های ملی، ۲ گل به ثمر برساند.